# Hypotaurin

Hypotaurin (3) je meziprodukt při přeměně cysteinu (1) na taurin (4)

Hypotaurin je sulfinová kyselina, meziprodukt biosyntézy taurinu a endogenní neurotransmiter působící na glycinové receptory.
Hypotaurin je odvozen z cysteinu a homocysteinu. U savců k biosyntéze hypotaurinu z cysteinu dochází v pankreatu. Při vzniku cysteinsulfinové kyseliny se cystein nejprve oxiduje na kyselinu sulfinovou, což je katalyzováno enzymem cysteindioxygenázou. Kyselina cysteinsulfinová je následně dekarboxylována sulfinoalanindekarboxylázou za vzniku hypotaurinu. Hypotaurin se enzymaticky oxiduje na taurin hypotaurindehydrogenázou.